# Novaks Ultimatum
Pour plus de détails, voir Fiche technique et Distribution.
Novaks Ultimatum est un téléfilm allemand réalisé par Andreas Prochaska, sorti en 2003.

## Synopsis
L'ancien policier Heinz Novak vit avec un chat sur une péniche. Il y a quelques années, l'enquêteur très décomposé a été démasqué comme infiltré et torturé pendant des semaines. Il a accusé ses collègues et ses supérieurs, le procureur général Erhardt, de l'avoir trahi, a commencé à boire et a dû quitter le service. Son ancienne compagne, Karin, alors enceinte, vit depuis avec Hofmann, son ancien partenaire.
Hofmann persuade Novak de redevenir agent d'infiltration, car des néo-nazis planifient le meurtre du procureur Erhardt. Dans une attaque, son chauffeur Petersen fut tué, lui et sa fille ont survécu gravement blessés. Erhardt est en possession d'archives de la Stasi, qui pourraient révéler des néonazis de haut rang. Ils souhaitent ainsi détruire ces documents. Dans quelques jours, Erhardt voudrait diriger une enquête, qui consiste à examiner les liens du groupe d'édition Hildebrandt avec des groupuscules d'extrême-droite. Erhardt, cependant, craint une nouvelle attaque et envoie Novak chez Hildebrandt.
À l'aéroport, Novak, Hofmann et sa jeune assistante Claudia Roloff interceptent Kunze, un tueur à gage ; Novak se fait passer pour celui-ci et est amené par Stefan Schwarze chez Hildebrandt où il fait la connaissance de sa fille Charlotte et de son bras droit Ziegler. Il est chargé de tirer sur Erhardt le jour de la commission d'enquête parlementaire au moment de son entrée dans le bâtiment. Pendant son séjour, Novak et Charlotte se rapprochent et il apprend qu'elle n'a aucune idée des activités de son père.
Le secrétaire d'État Schuster révèle à Hofmann le plan qu'il va suivre avec Hildebrandt. Les deux veulent que cela ressemble à une vengeance de Novak contre Erhardt. Si Hofmann avertit Novak, ils s'en prendraient à sa femme Karin et sa fille. Par ailleurs, ils ont déjà tué Claudia Roloff et Stefan Schwarze, qui a fait amitié avec Novak et détruit toutes les preuves.
Le matin avant l'attentat, Charlotte trouve le corps de Stefan dans la cave de la maison de son père et comprend les connexions. Alors que Novak pointe dirigé son arme sur Erhardt, qui porte un gilet pare-balles, Charlotte vient et avertit Novak du piège. Dans la panique qui s'ensuit, Ziegler, qui s'est positionné sur le toit d'une maison voisine en tant que tireur d'élite, tire en premier sur Hofmann puis sur Charlotte, qui meurt dans les bras de son père. Ziegler est également touché mortellement par Novak.

## Fiche technique
- Titre : Novaks Ultimatum
- Réalisation : Andreas Prochaska assisté de Petra Hermanns
- Scénario : Remy Eyssen, Johannes Dräxler, Gabriela Zerhau, Stefan Sasse
- Musique : Joe Mubare (de)
- Direction artistique : Anke Osterloh
- Costumes : Ingrid Weiss
- Photographie : David Slama (de)
- Son : Frank Tenge
- Montage : Andreas Althoff
- Production : Uli Aselmann
- Société de production : A.Pictures Film & TV Production
- Société de distribution : Sat.1
- Pays d'origine :  Allemagne
- Langue : allemand
- Format : Couleur
- Genre : Policier
- Durée : 93 minutes
- Dates de diffusion :
  -  Allemagne : 13 mai 2003 sur Sat.1.

## Distribution
- Mark Keller : Heinz Novak
- Florentine Lahme : Charlotte Hildebrand
- Jophi Ries : Hofmann
- August Zirner (de) : Le procureur Günther Erhardt
- Hanns Zischler : Hildebrandt
- Claude-Oliver Rudolph : Ziegler
- Rolf Kanies : Le secrétaire d'État Schuster
- Daniela Preuß : Claudia Roloff
- Tilo Prückner : Karl-Heinz Petersen